# Výdejna
Výdejna je obecné slovo, které označuje místo (například nějakou místnost), kde se něco vydává, přiděluje nebo i prodává.
Výdej předmětů může být prováděn jak zcela zadarmo, tak na speciální poukázky, může se jednat i o speciální prodej nějakých důležitých společenských služeb.

## Výdej za poukázky
Typickým příkladem je výdej telefonních seznamů na speciální poukázky jednotlivým účastníkům telefonní sítě nebo výdej stravy prováděný za školní či závodní stravenky, výdej nářadí a spotřebního materiálu ve větší firmě apod.

## Prodej služeb

### Zdravotnictví
Ve zdravotnictví se slovem výdejna setkáváme zejména u specializovaných zdravotnických služeb, které se zabývají výdejem či prodejem prostředků zdravotní techniky (PZT), zde se jedná o výdejnu prostředků zdravotní techniky.

### Doprava
V dopravě se lze setkat s výdejnami jízdenek, což jsou obvykle nádražní pokladny, zde je uskutečňován prodej dopravních a přepravních služeb za peníze.